# Each Uisge

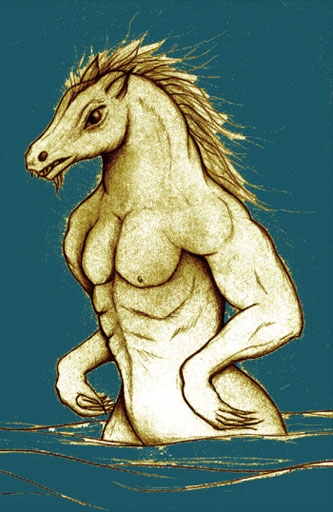
Una rappresentazione dell'Each Uisge

L'Each Uisge (AFI: [ɛxˈɯʃkjə]), letteralmente "cavallo d'acqua",, è uno spirito marino. Conosciuto in Irlanda col nome Aughisky, è molto simile al Kelpie ma rispetto a quest'ultimo è ben più pericoloso.
L'Each Uisge aggredisce vittime innocenti nell'acqua e le divora.

## Caratteristiche
L'Each Uisge è una creatura mutaforma che si trasforma principalmente in un cavallo dalla folta criniera e dalla lunga coda con un manto dal color nero. Secondo alcune leggende celtiche, l'Each Uisge indossa una cavezza di 
cavallo o d'uomo.

## Come domare un Each Uisge
C'è soltanto un modo per catturare e domare un Each Uisge ossia, afferrargli la sua cavezza e salirgli sulla groppa.